# Луїс Віллануева
Луїс Віллануева (ісп. Luis Villanueva) — баскський підприємець, президент клубу «Депортіво Алавес» із міста Віторія-Гастейс. В 1944—1946 роках 7-й, за ліком, президент головного футбольного клубу Алави.

## Життєпис
Луїс Віллануева був із сім'ї впливової баскської знаті, бо лише таким родинам доручалося керування спортивними тогочасними клубами басків. Його предки керували громадою міста, відтак і Луїса обирали в різні громадські асоціації. Коли в місті постав спортивний клуб Віллануева стали його акціонерами-партнерами, і так триває покоління за поколінням.
Луїс Віллануева продовжував родинні фінансові справи і був активним партнером клубу, а надалі його обрали в 1934 році очільником футболу міста, президентом «Депортиво Алавес». Прийшовши до команди на її часі падіння, коли баски розпродавши кращих виконавців докоманд Більбао та Сан-Себастіана, опустилися до аматорської регіональної ліги, йому довелося перебудувати клуб та відносини в команді. Завдяки залученню інвестицій, удалося приманити кілька нових і перспективних гравців, які допомогли команді протриматися, у наступному сезоні 1934—1935 років. Сезон 1935—1936 років також нічого кардинального не змінив, але вболівальникам вселив надію, що команда, з відродженою назвою «Депортіво Алавес» вже не зникне.
Але Громадянська війна в Іспанії перекреслила всі плани футболістів та вболівальників. Довелося футболіста обмежитися лише випадковими товариськими матчами із командами сусідніх міст. Та ще й частина футболістів та сосіос клубу були рекрутовані до військових формацій. Такі урізані і турніри-матчі тривали допоки військова кампанія не наблизилася до Алави, але Луїса Віллануеви уже не було в клубі, він передав стерно влади іншій знатній сім'ї Луїса Мансо Руїса.